# Drusus discophorus
Drusus discophorus är en nattsländeart som beskrevs av Radovanovic 1942. Drusus discophorus ingår i släktet Drusus och familjen husmasknattsländor.

## Underarter
Arten delas in i följande underarter:
- D. d. balcanicus
- D. d. pallidus
- D. d. rhodopaeus